# Dubrava Križovljanska
Dubrava Križovljanska falu Horvátországban, Varasd megyében. Közigazgatásilag Cesticához tartozik.

## Fekvése
Varasdtól 23 km-re északnyugatra, a Dráva jobb partján a Varasdot a szlovéniai Ptujjal összekötő 2-es számú főút mellett közvetlenül a szlovén határ mellett fekszik. Határában lép be a Dráva Horvátország területére. Közúti határátkelőhely Szlovénia és Horvátország között.

## Története
Egykor itt haladt át a régi római út, mely Ptujt (Poetovio) és Eszéket (Mursa) összekötötte. Itt lépett be a mai Horvátország területére. Az itt levő határátkelő közelében ősidők óta, de még a török korban is közlekedtek a kompok a Dráván át. 1857-ben 134, 1910-ben 174 lakosa volt. 1920-ig Varasd vármegye Varasdi járásához tartozott. 2011-ben  a falunak 267 lakosa volt. Lakói főként mezőgazdaságból élnek, de többen járnak dolgozni Varasdra és a szomszédos Szlovéniába is.

## Népessége
| Lakosság változása | Lakosság változása | Lakosság változása | Lakosság változása | Lakosság változása | Lakosság változása | Lakosság változása | Lakosság változása | Lakosság változása | Lakosság változása | Lakosság változása | Lakosság változása | Lakosság változása | Lakosság változása | Lakosság változása | Lakosság változása |
| ------------------ | ------------------ | ------------------ | ------------------ | ------------------ | ------------------ | ------------------ | ------------------ | ------------------ | ------------------ | ------------------ | ------------------ | ------------------ | ------------------ | ------------------ | ------------------ |
| 1857               | 1869               | 1880               | 1890               | 1900               | 1910               | 1921               | 1931               | 1948               | 1953               | 1961               | 1971               | 1981               | 1991               | 2001               | 2011               |
| 134                | 162                | 178                | 162                | 166                | 174                | 164                | 181                | 154                | 159                | 169                | 260                | 287                | 291                | 297                | 267                |

## Nevezetességei
A dubravai Fájdalmas Krisztus-oszlop a Zavrčra menő Vinogradska út mentén egy magánterületen található alig néhány tíz méterre a szlovén határtól. Két, egymás fölé helyezett négyszög keresztmetszetű oszlopból áll, amelyeken az 1674-es dátum olvasható. A felső, szélesebb részén a Fájdalmas Krisztus ülő alakja látható. A szobor egy ismeretlen, valószínűleg helyi szobrász munkája. Készítési éve szerint ez a mű a hasonló, Fájdalmas Krisztus ikonográfiájával ellátott nyilvános szobrok legrégebbi darabja Horvátországnak ezen részén.